# Kathrine Thorborg Johansen
Kathrine Thorborg Johansen (* 8. November 1989 in Odense, Dänemark) ist eine norwegische Schauspielerin.

## Leben
Kathrine Thorborg Johansen kam in der dänischen Stadt Odense als Tochter einer dänischen Ärztin und eines norwegischen Arztes zur Welt. Kurz darauf zog ihre Familie in die schwedische Stadt Skövde. Bis Johansen eingeschult wurde, war die Familie weiter in die norwegische Kommune Nøtterøy gezogen. Johansen besuchte den Theaterzweig einer weiterführenden Schule in Tønsberg sowie ein Jahr lang den Theaterzweig an der Romerike folkehøyskole. Von 2009 bis 2013 studierte sie Schauspiel an der Teaterhøgskolen (KHIO).
Im Herbst 2013 spielte sie am Agder Teater im Stück Ekte kjærlighet. 2014 wurde sie am Trøndelag Teater aufgenommen. Dort spielte sie unter anderem in Besøk av gammel dame, Puppan te pappa und Doppler mit. In den Jahren 2015 und 2016 spielte sie das Stück Påfuglen. Zunächst übernahm sie am Trøndelag Teater die Rolle der Titelfigur, danach am Det Norske Teatret die Rolle der Tochter. Am Det Norske Teatret spielte sie außerdem in Draum om våren mit. Sie kehrte danach wieder ans Trøndelag Teater zurück. Im Jahr 2018 wurde sie beim norwegischen Theaterpreis Heddaprisen für ihre Rolle als Hedvig in Die Wildente in der Kategorie der besten Schauspielerin in einer Hauptrolle nominiert.
Neben ihrer Tätigkeit am Theater begann sie, in Filmen und Fernsehserien mitzuwirken. In der Fußballserie Heimebane spielte sie eine Spielerfrau. Im Katastrophenfilm The Quake – Das große Beben erhielt Johansen eine der Hauptrollen. Es folgten weitere Fernsehserien und Filme wie De forbandede år und Oslo: Copenhagen. Für ihre Arbeit in Oslo: Copenhagen erhielt sie beim Filmpreis Amanda eine Nominierung als „Beste Hauptdarstellerin“. In der ab Herbst 2023 beim norwegischen Rundfunk Norsk rikskringkasting (NRK) ausgestrahlten Serie Makta (deutsch Powerplay – Smart Girls Go for President) übernahm sie die Rolle der früheren Ministerpräsidentin Gro Harlem Brundtland. Für die Rolle wurde sie beim Fernsehpreis Gullruten in der Kategorie für Hauptrollen ausgezeichnet.

## Auszeichnungen
- 2018: Heddaprisen, Nominierung als „Beste Schauspielerin/Hauptrolle“ (für ihre Rolle in Die Wildente)
- 2021: Amanda, Nominierung als „Beste Hauptdarstellerin“ (für Oslo – København)
- 2024: Gullruten, „Bester Schauspieler in einer Hauptrolle, Drama“ (für Powerplay – Smart Girls Go for President)[6]

## Filmografie (Auswahl)
- 2018: Heimebane (Fernsehserie, 6 Folgen)
- 2018: The Quake – Das große Beben
- 2018: Oljefondet (Fernsehserie, 2 Folgen)
- 2019: Espen und die Legende vom Goldenen Schloss
- 2019–2020: Occupied – Die Besatzung (Fernsehserie, 3 Folgen)
- 2020: De forbandede år
- 2020: Asphalt Burning
- 2020: Oslo: Copenhagen
- 2020–2023: Ragnarök (Fernsehserie, 2 Folgen)
- 2021: Wild Men
- 2021: Post Mortem: No One Dies in Skarnes (Fernsehserie, 6 Folgen)
- 2022: De forbandede år 2
- 2023: Powerplay – Smart Girls Go for President (Makta, Fernsehserie)